# Thu hải đường chân vịt
Thu hải đường chân vịt (danh pháp: Begonia palmata) là một loài thực vật có hoa trong họ Thu hải đường. Loài này được D.Don miêu tả khoa học đầu tiên năm 1825.